# Тохлиаури
Тохлиаури (груз. თოხლიაური) — село в Грузии. Находится в Сагареджойском муниципалитете края Кахетия. Высота над уровнем моря составляет 700 метров. Население — 983 человека (2014).
В 1846 году в селе родился Варлам Черкезишвили, выдающийся деятель анархистского движения, соратник П. А. Кропоткина.